# 拉里·基塞爾
拉里·基塞爾（英語：Larry Kissell；1951年1月31日—）是美国的一位政治人物。在2009年至2013年期間，他是北卡罗来纳州第8選舉區選出的聯邦眾議員。他的黨籍是民主黨。基塞爾在2008年眾議員選舉時當選。